# 黑斑副緋鯉
黑斑副緋鯉（学名：Parupeneus pleurostigma），又稱黑斑海鯡鯉，俗名老爺、秋姑、鬚哥，為輻鰭魚綱鱸形目鬚鯛科的其中一個種。

## 分布
本魚分布於印度太平洋區，包括東非、馬達加斯加、模里西斯、亞丁灣、馬爾地夫、塞席爾群島、斯里蘭卡、聖誕島、馬來西亞、安達曼海、泰國、菲律賓、印尼、中國南海、東海、琉球群島、台灣、越南、新幾內亞、所羅門群島、澳洲、馬里亞納群島、馬紹爾群島、密克羅尼西亞、帛琉、諾魯、斐濟群島、東加、吉里巴斯、吐瓦魯、萬納杜、法屬波里尼西亞、墨西哥、加拉巴哥群島、厄瓜多等海域。该物种的模式产地在毛里求斯。

## 深度
水深3至46公尺。

## 特徵
本魚體為淺粉紅色，腹部白色，在胸鰭後上方的側線位置有一大於眼徑的黑斑，緊鄰其後有一個大的黃色橢圓形圓斑。第一背鰭淡紅色；第二背鰭淡黃色，上有3條藍色細紋，近基底處則有一紫黑色縱紋。尾鰭深分叉且透明，有2條黃色細紋。上下頜齒只有一列。背鰭兩個。背鰭硬棘共8枚、軟條共9枚；臀鰭硬棘1枚、軟條7枚。側線鱗片數28至30枚。體長可達33公分。

## 生態
本魚常出現在海藻密生或砂石底質的礁湖或向海礁坡，屬肉食性，其食物種類繁多，包括甲殼類、軟體動物、海膽、魚類等。

## 經濟利用
食用魚，適合煎食、紅燒，小個體可做為觀賞魚。